# Epífisis
Se llama epífisis a cada uno de los extremos de un hueso largo. Es la zona en la que se sitúan las articulaciones. La epífisis suele ser más ancha que la diáfisis (porción central del hueso).

## Descripción
La epífisis está formada por un tejido esponjoso en el centro y por una capa delgada de tejido compacto en su periferia y se encuentra separada de la parte central del hueso por una región llamada metáfisis que es donde se encuentra el cartílago de crecimiento.
Está cubierta en su parte externa por el periostio y en su parte interna se encuentra la médula ósea roja que es donde se forman los glóbulos rojos y otras células sanguíneas. En la zona que forma la articulación la recubre un tejido cartilaginoso que se llama cartílago articular.
Los principales huesos que poseen epífisis son los huesos largos de las extremidades. En el ser humano tienen epífisis el fémur, la tibia, el peroné, los metatarsianos y las falanges en las extremidades inferiores, y el húmero, el cúbito, el radio, los metacarpianos y las falanges en las extremidades superiores.
Los huesos largos de las extremidades tienen dos epífisis, la que está más próxima a la raíz del miembro se llama epífisis proximal y la que está más alejada epífisis distal.

## Otros significados
El término epífisis puede también hacer referencia a una glándula situada en el interior del cráneo que se conoce más comúnmente como glándula pineal.

## Términos relacionados
- Epifisario: Relativo a la epífisis, por ejemplo una fractura epifisaria.
- Epifisitis: Inflamación de la epífisis.
- Epifisiólisis: Separación anormal de la epífisis del resto del hueso.
- Displasia epifisaria múltiple: Es una enfermedad de origen genético que afecta al crecimiento del hueso.